# 喪失
| ウィキペディアには「喪失」という見出しの百科事典記事はありません（タイトルに「喪失」を含むページの一覧/「喪失」で始まるページの一覧）。 代わりにウィクショナリーのページ「喪失」が役に立つかもしれません。 |